# Peter Hill (Regisseur)
Peter Hill (* 1940 in Berlin) ist ein deutscher Regisseur und Schauspieler.

## Leben
Peter Hill war ab den 1960er-Jahren zunächst als Regieassistent bei DEFA-Filmen und Fernsehserien des Deutschen Fernsehfunks tätig. Danach trat er einige Zeit lang als Schauspieler vor der Kamera in mehreren Filmen in Erscheinung. Von 1976 bis 2004 war Hill dann hauptsächlich als Regisseur für Fernsehserien aktiv.
Besonders oft arbeitete er in der damaligen DDR mit Gerd E. Schäfer, Ingeborg Krabbe oder Margot Ebert zusammen.

## Filmografie (Auswahl)
Als Regisseur
- 1976: Heute Ruhetag
- 1976–1982: Maxe Baumann
- 1977: Urlaub nach Prospekt
- 1980: Der Keiler vom Keilsberg
- 1985–1988: Zahn um Zahn (Fernsehserie)
- 1985–1988: Drei reizende Schwestern
- 1989: Rita von Falkenhain (Fernsehserie)
- 1992–1993: Ein Schloß am Wörthersee (Fernsehserie)
- 1993: Gute Zeiten, schlechte Zeiten (Fernsehserie)
- 1995–1996: Jede Menge Leben (Fernsehserie)
- 1995–1997: Freunde fürs Leben (Fernsehserie)
- 1998: Die Anrheiner (Fernsehserie)
- 1999: Mama ist unmöglich (Fernsehserie)
- 1999–2000: In aller Freundschaft (Fernsehserie)
- 2002–2004: Wie erziehe ich meine Eltern? (Fernsehserie)

Als Schauspieler
- 1962: Königskinder
- 1965: Solange Leben in mir ist
- 1967: Geschichten jener Nacht
- 1971: Der Staatsanwalt hat das Wort: Anatomie eines Unfalls
- 1974: Johannes Kepler